# Блясъкът на чистия ум
„Блясъкът на чистия ум“ (на английски: Eternal Sunshine of the Spotless Mind) е американска романтична драматична комедия от 2005 г. на режисьора Мишел Гондри. Филмът използва елементи от научната фантастика, за да изследва природата на паметта и любовта. Премиерата на заглавието е на 19 март 2004 г. в Северна Америка. Това е един от малкото филми, в които виждаме Джим Кери не в комедийно амплоа. Филмът заема 88-о място в списъка на „250-те най-добри филми по версията на IMDb“.
„Блясъкът на чистия ум“ спечелва повече от 70 милиона долара, а сценаристите му печелят „Оскар за най-добър оригинален сценарий“ през 2005 г.
Заглавието на филма е заимствано от поемата на Александър Поуп „Елоиз към Абелар“ (1717 г.), в която се разказва за една трагична любовна история.

## Награди и номинации
| Награда          | Категория                               | Номиниран(и)                             | Резултат  |
| ---------------- | --------------------------------------- | ---------------------------------------- | --------- |
| Оскар            | Най-добър оригинален сценарий           | Мишел Гондри, Чарли Кауфман, Пиер Бисмут | награда   |
| Оскар            | Най-добра женска роля                   | Кейт Уинслет                             | номинация |
| Награда на БАФТА | Най-добър филмов монтаж                 | Най-добър филмов монтаж                  | награда   |
| Награда на БАФТА | Най-добър оригинален сценарий           | Чарли Кауфман                            | награда   |
| Награда на БАФТА | Най-добър филм                          | Най-добър филм                           | номинация |
| Награда на БАФТА | Най-добър режисьор                      | Мишел Гондри                             | номинация |
| Награда на БАФТА | Най-добра актриса в главна роля         | Кейт Уинслет                             | номинация |
| Награда на БАФТА | Най-добър актьор в главна роля          | Джим Кери                                | номинация |
| Златен глобус    | Най-добър филм – мюзикъл или комедия    | Най-добър филм – мюзикъл или комедия     | номинация |
| Златен глобус    | Най-добра актриса в мюзикъл или комедия | Кейт Уинслет                             | номинация |
| Златен глобус    | Най-добър актьор в мюзикъл или комедия  | Джим Кери                                | номинация |
| Златен глобус    | Най-добър сценарий                      | Чарли Кауфман                            | номинация |

## Дублаж

### Диема Вижън (2006)
| Преводач            | Бисер Пачев                                                                   |
| Режисьор на дублажа | Димитър Кръстев                                                               |
| Тонрежисьор         | Тони Тодоров                                                                  |
| Озвучаващи артисти  | Христина Ибришимова Силвия Русинова Васил Бинев Петър Чернев Здравко Методиев |